# Michaela von Kügelgen

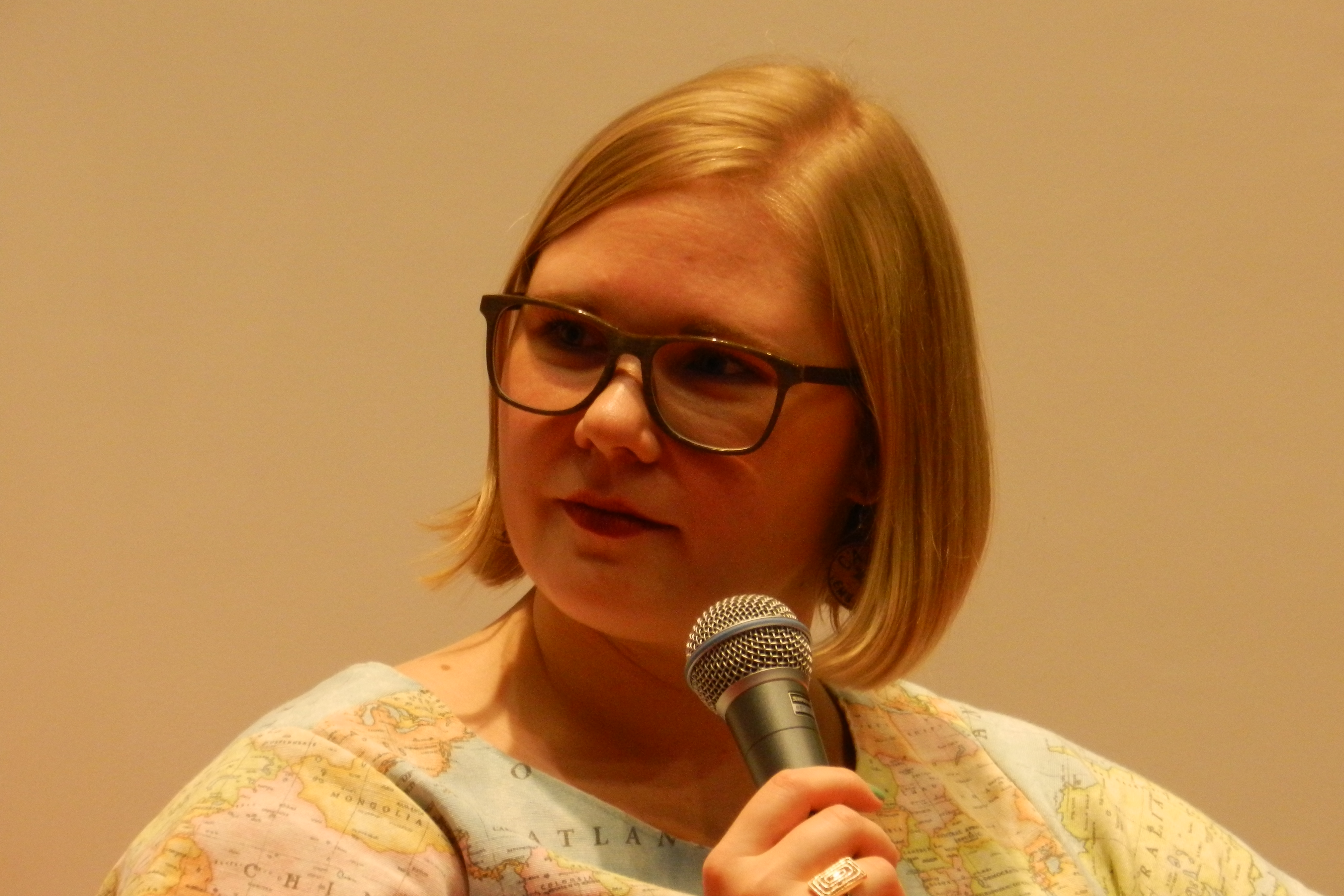
Michaela von Kügelgen på Bokmässan i Göteborg 2017

Michaela von Kügelgen, född 1986 i Helsingfors, är en finlandssvensk författare och journalist. von Kügelgen har studerat vid Helsingfors Universitet och är politices magister i kommunikationslära samt har gått vid  författarutbildningen Litterärt skapande vid Åbo Akademi. Hon arbetar också som frilansjournalist. von Kügelgen uppmärksammades i media när hon nekades medlemskap i Finlands svenska författareförening, som har som krav att man är en finlandssvensk författare som offentliggjort minst två originalverk av litterärt värde på svenska.